# Ablepharus budaki
Ablepharus budaki är en skink som förekommer vid östra Medelhavet.

## Beskrivning
Ablepharus budaki är en långsträckt ödla som har en klarbrun ovansida med fyra rader av svarta fläckar på rygg och ben. Benen har även vita fläckar. Sidorna är mörkbruna, och undersidan vitaktig till grå, med en gul svansspets. Kroppslängden från nos till kloak är 33 till 38 mm, och svanslängden 44 till 47 mm.

## Utbredning
Utbredningsområdet är ett bredare band längs Medelhavet i sydvästra Turkiet, västra Syrien och Libanon. Dessutom förekommer arten på Cypern. I Turkiet når arten de nedre delarna av Taurusbergen och Nurbergen (även Amanusbergen).

## Ekologi
Habitatet utgörs av fuktiga lövskogar och buskskogar där arten lever i lövskiktet samt av trädgårdar.
Arten är äggläggande.

## Bevarandestatus
IUCN listar Ablepharus budaki som livskraftig (LC). Arten är vanlig, och populationen stabil. Vissa hot har dock identifierats, som skogsbränder i Turkiet och skogsavverkning i Libanon. I utbredningsområdet har olika skyddszoner inrättats.

## Taxonomi
Arten betraktades först som en underart av Ablepharus kitaibelii, Ablepharus kitaibelii budaki, men erhöll 1997 status som art, samtidigt som en ny underart, Ablepharus budaki, upptäcktes.
Följande underarter har identifierats:
- Ablepharus budaki budaki som förekommer på Cypern samt från Antitaurus i norr (en nordlig utlöpare från Taurusbergen) till Libanon i söder.
- Ablepharus budaki anatolicus som förekommer i Anatolien (Turkiets asiatiska del).